# Mercerie
Le Mercerie (Marzarie in veneziano) sono la più nota arteria commerciale della città di Venezia. Si trovano nel sestiere di San Marco e collegano la zona di Rialto a Piazza San Marco attraverso un articolato complesso di calli. Devono il nome al fitto susseguirsi dei negozi dei Marzeri che avevano anche la loro scuola in campo San Zulian.
A differenza della maggior parte dei vicoli veneziani i vari tratti non vengono chiamati calle bensì tradizionalmente Marzaria e andando da campo San Bortolomio, vicino al ponte di Rialto, verso Piazza San Marco assumono definizioni specifiche:
- Marzarieta Due Aprile, è il primo tratto, sfigurato dall'allargamento e dalle riedificazioni ottocentesche, porta da campo San Bortolomio fino al campo San Salvador;
- Marzaria San Salvador parte dall'omonimo campo e dopo aver piegato nettamente nel breve ramo marzaria del Salvador si congiunge al tratto successivo;
- Marzarie del Capitello, che si allunga fino al ponte dei Bareteri;
- Marzaria San Zulian, prosegue dal ponte dei Bareteri fino al Campo San Zulian;
- Marzaria de l'Orologio, partendo poco oltre il Campo San Zulian giunge sotto la Torre dell'Orologio per sboccare in Piazza San Marco.

## Storia

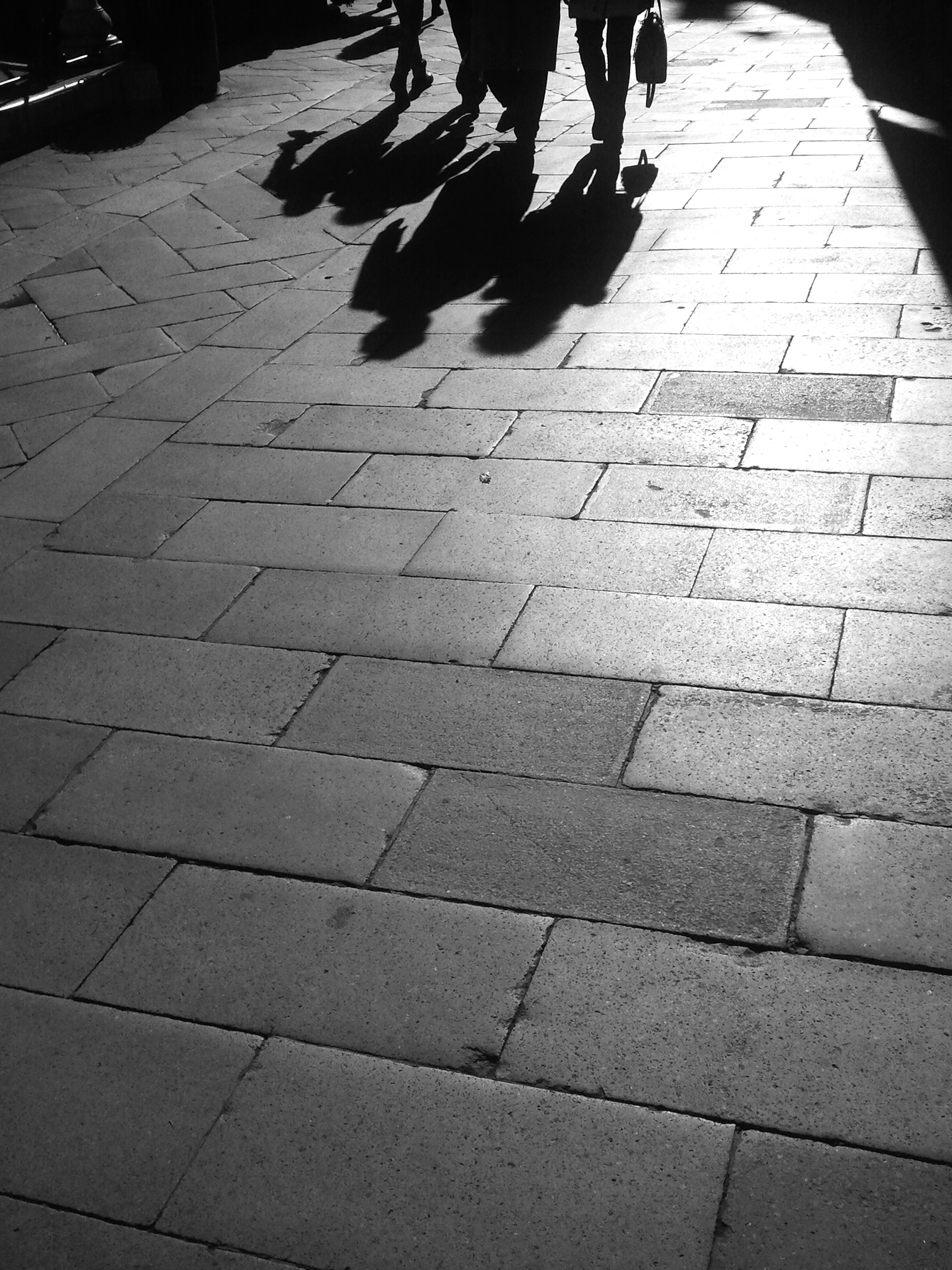
Masegni tipici della pavimentazione veneziana

Fin dal Medioevo le Mercerie si attestarono come percorso principale, sebbene tortuoso, tra i due poli del potere veneziano: quello economico e amministrativo a Rialto e quello politico a San Marco. Questa condizione attrasse subito le numerose attività commerciali che continuano ancor oggi a costeggiarlo senza soluzione di continuità, fatte salve soltanto le porte di accesso alle abitazioni soprastanti che non potevano essere spostate su altri lati degli edifici.
Il conseguente fitto e continuo traffico di persone venne evidenziato dal provvedimento del 1299 che vietava il passaggio a cavallo per tutte le Mercerie; in alternativa, se era proprio inevitabile, imponeva di dotare di sonagli gli animali di modo che i pedoni ne fossero avvertiti.
Già una trentina d'anni prima il governo aveva manifestato un evidente interesse per questa strada predisponendone un preciso piano di "riqualificazione". Il progetto prevedeva la pavimentazione del tracciato e l'eliminazione dei reveteni, le falde dei tetti sporgenti a tettoia sulle calli, e la loro sostituzione con grondaie nonché l'eliminazione di tutte le invadenze posticce installate dalle botteghe compresi i banchi esterni. Un fatto rilevante a indicare l'interesse pubblico è il totale accollamento delle spese al governo senza chiedere, come d'uso, un contributo ai proprietari. Venivano anche indicate come esempio da seguire le case donate dal doge Pietro Ziani all'abbazia di San Giorgio, già risistemate a spese del comune: «ad modum domorum Sanctii Georgii». Il piano, che era stato concepito nel 1269 e reso esecutivo nel 1272, prevedeva una breve durata dei lavori (due mesi) ma le evidenti difficoltà e resistenze dei privati obbligarono il governo a riproporlo nel 1340 con una intensificata sorveglianza dei magistrati del Piovego.
Per quanto riguarda la lastricatura è molto probabilmente la prima volta per una calle – la pavimentazione dello spazio aperto più importante di Venezia, la piazza San Marco, era stata iniziata soltanto una trentina d'anni prima per volontà del doge Renier Zen – mentre per l'installazione di grondaie costituiva una novità assoluta. In effetti il vecchio revetene impediva soltanto il ruscellamento sulle pareti dell'edificio scaricando l'acqua piovana direttamente sulle strade; l'installazione delle grondaie comportava anche altre modifiche come l'incorporazione degli scarichi nelle murature con i canoni da acqua (corti moduli tubolari e troncoconici in laterizio) e la connessione alle eventuali cisterne d'acqua piovana o alla stretta canalizzazione sotterranea, il gatolo, che portava le acque reflue al canale.
L'esperienza delle Mercerie diverrà poi un parametro per la regolamentazione degli spazi pubblici e degli edifici prospettanti tutta la città: la progressiva pavimentazione delle calli, a partire dalle più importanti salizade; il divieto di bancarelle abusive; per quanto riguarda le grondaie già entrate nel gusto locale all'inizio del Trecento il «ponere in gurnis» divenne un obbligo esteso alle nuove edificazioni di tutta la città dal 1334.
La pavimentazione medievale in laterizio fu sostituita nel 1677 con i masegni, i grandi blocchi di trachite tipici della pavimentazione veneziana, ma con la raccomandazione di recuperare i mattoni per poter riparare altre pavimentazioni sparse per la città.
I procuratori continuarono a prestare una notevole attenzione alla mercerie non solo con l'inserimento del trionfale ingresso alla piazza sotto alla Torre dell'orologio, a fine Quattrocento, oppure il rifacimento in pietra del ponte dei Bareteri nel 1509, ma anche con interventi apparentemente minori: alla fine del Cinquecento, si spostarono alcune risorse dagli interventi in corso alle Procuratie nuove per la consolidare di alcuni edifici pericolanti e puntellati nonché alla celere ricostruzione di una casa con bottega crollata nel 1606.
Infatti a questo percorso veniva assegnata dallo Stato una notevole importanza, a prescindere dalla episodica presenza di eminenze architettoniche, per il loro essere una vetrina della ricchezza e operosità urbana. Ad esempio, ben consci dell'effetto teatrale determinato dal passaggio dalla penombra delle strette viuzze alla luminosità della piazza, su questo tracciato vennero condotti trionfalmente Francesco Sforza e la moglie Bianca nella loro visita del 1422. 

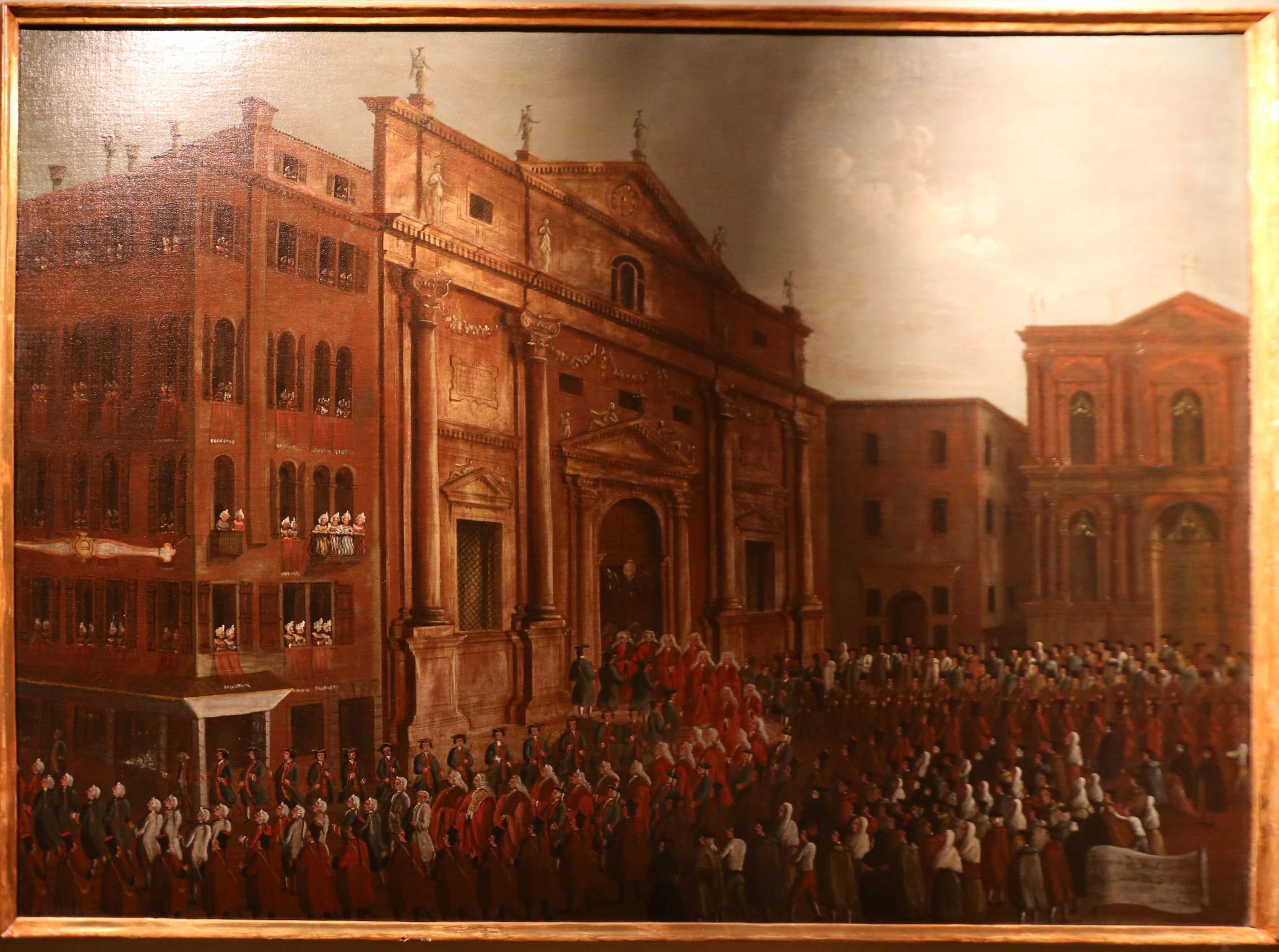
Gabriel Bella, Ingresso di un Procuratore di San Marco, 1779-1792 circa

Inoltre dal Seicento le Mercerie vengono elette a percorso cerimoniale per i neonominati procuratori di San Marco: l'intero percorso veniva dotato di un tappeto bianco e le botteghe venivano addobbate a festa, il nominato lo affrontava con un seguito formato da tutti i procuratori vestiti di porpora e dai parenti sostando alla chiesa di San Salvador per proseguire per il palazzo Ducale a prestare giuramento. Restano ricordati in letteratura gli ingressi più sfortunati: quelli di Aurelio Rezzonico e di Giorgio Pisani. Rezzonico fu nominato nel 1758 e per celebrare la contemporanea elezione al Santo Soglio del fratello Carlo aveva ornato la stola di cavaliere con un triregno, cosa considerata inopportuna dal governo che immediatamente ne sospese l'ingresso; il nobil homo morì di lì a poco e venne sostituito alla procuratoria dal figlio Lodovico. Ancora più rovinoso fu l'esito dell'ingresso del Pisani nel 1780: si fece sfarzosamente accompagnare da ben 350 patrizi e vennero a rendergli omaggio anche rappresentanti delle città "suddite". Abile oratore di posizioni innovative e decisamente malvisto dai conservatori, aveva dimostrato così che le sue idee avevano un largo seguito. Né erano stati dimenticati i satirici quadretti che aveva esposto in casa, talvolta piuttosto espliciti: in uno, per esempio, sul libro aperto del leone marciano si leggeva pasti fuisti (siete trapassati) anziché l'usuale motto. Due giorni dopo fu arrestato per ordine degli Inquisitori di Stato e rinchiuso per dieci anni nel castello di San Felice a Verona. Dopo un breve confino nella sua villa di Monastier fu di nuovo recluso nella fortezza di Brescia fino alla fine della repubblica.
Nella direzione inversa era percorsa a piedi dal doge quando con il suo corteo, dal 1487, annualmente si recava a render omaggio alla reliquia della Croce a San Giovanni Elemosinario. Lo stesso avvenne per esempio, ai funerali di Francesco Foscari, doge appena costretto all'abdicazione, per accompagnarne la salma fino a Rialto e di lì in barca ai Frari: erano presenti, tutto il Senato, tutto il clero e tutte le scuole; venti gentiluomini vestiti di scarlatto circondavano il cofano sostenuto da fidi marinai e coperto dall'ombrello dogale dorato, seguiva anche il doge in carica Pasquale Malipiero vestito, per rispetto, dei meno altisonanti abiti da senatore.
Naturalmente l'importanza commerciale e celebrativa influì sempre sui valori fondiari. A titolo di esempio abbiamo notizia dell'impennamento della rendita della commissaria Tomasi, un gruppetto di case in Marzaria de l'orologio lasciato in legato alla Scuola Grande della Misericordia, che dal 1581 al 1615 salì da 685 a 1480 ducati. Oppure sappiamo della fiducia sulle future rendite nella scelta di ricostruire dalle fondamenta un edificio con negozi all'inizio delle stessa strada sopra il ponte dei Ferali: la semplice casa di quattro piani e senza ornamenti riedificata da Antonio Gaspari venne a costare la non trascurabile cifra di 2200 ducati.
Nonostante le riserve espresse da Marco Antonio Sabellico già alla fine del Quattrocento e l'ipotesi di un'eventuale rettificazione prospettate nel 1604 dai procuratori de supra «si che stando dal capo verso San Zulian si possi vedere per drittura la Piazza di San Marco per decoro, et ornamento pubblico» le Mercerie resteranno sempre una tortuosa via medievale.
Soltanto nell'Ottocento, con l'idea di trasformare Venezia negli standard incongrui delle altre città – tra i fantasiosi piani, alcuni vanamente teorici, come le idee ingenue generali del signor Andrea X (altrimenti anonimo) o quella di un tunnel sotto il livello stradale proposto dl signor Bellinovich, altri più dettagliati come la futuribile "galleria Manin" proposta dall'ingegnere Pietro Marsich nel 1867 che doveva essere una struttura pensile in acciaio e cristallo e tagliare dritto da Rialto a San Marco – si giunse alla decisione di allargare il primo tratto con l'abbattimento non solo di edifici minori ma anche del cospicuo palazzo Tasca verso San Bortolomio.
L'interesse delle amministrazioni pubbliche veneziane per le Mercerie, oltre che relativamente alla pavimentazione e alle regolamentazioni urbanistiche, si manifestò anche in un altro importante settore, quello della sicurezza.
Giova ricordare che in epoca medievale Venezia, con la sua conformazione, fatta di strette calli, canali, ponti spesso privi di balaustre, era, specialmente di notte, molto pericolosa. Per questo motivo il problema dell'illuminazione è stato sempre molto sentito.
Nel 1128 il doge Domenico Michiel ordinò che nelle strade meno sicure fossero poste, attaccate ai muri delle case dei cesendeli impizadi (lampade a olio accese) che dovevano ardere tutta la notte, la cui cura era affidata ai parroci, mentre le spese erano sostenute dalla Repubblica. Questa misura tuttavia si rivelò insufficiente a garantire la sicurezza e nel 1450 la zona dei portici della Drapperia di Rialto (attuale Ruga dei Oresi) venne illuminata con quattro lampade che dovevano restare accese tutta la notte, inoltre divenne obbligatorio a chi usciva di notte dotarsi di una lanterna.
Tuttavia fu solo nella prima metà del Settecento che le cose cambiarono significativamente. Le Mercerie furono la prima zona a essere dotata di illuminazione pubblica il 24 ottobre 1719, mediante fanali a olio, quando il resto di Venezia fu illuminata a partire dal 23 maggio 1732, a seguito di una deliberazione del Consiglio dei X che decretò l'installazione di 843 ferai (fanali) alimentati a olio.
Nel luglio 1839 la Congregazione municipale di Venezia decise di appaltare alla ditta francese “De Frigère, Cottin, Montgolfier, Bodin”, detta "La Lionese", il contratto per la fornitura e la gestione di un impianto di illuminazione a gas nelle zone di San Marco, Piazza e Riva Schiavoni, Merceria, San Bartolomeo e Calle Larga, mediante 146 fanali in lamiera di ferro, muniti ai quattro lati e inferiormente di cristalli. L'impianto venne inaugurato il 19 agosto 1843 a San Marco, Mercerie, e altre vie centrali e fu celebrato con una grande festa popolare tenutasi in San Marco.

## Imarzeri

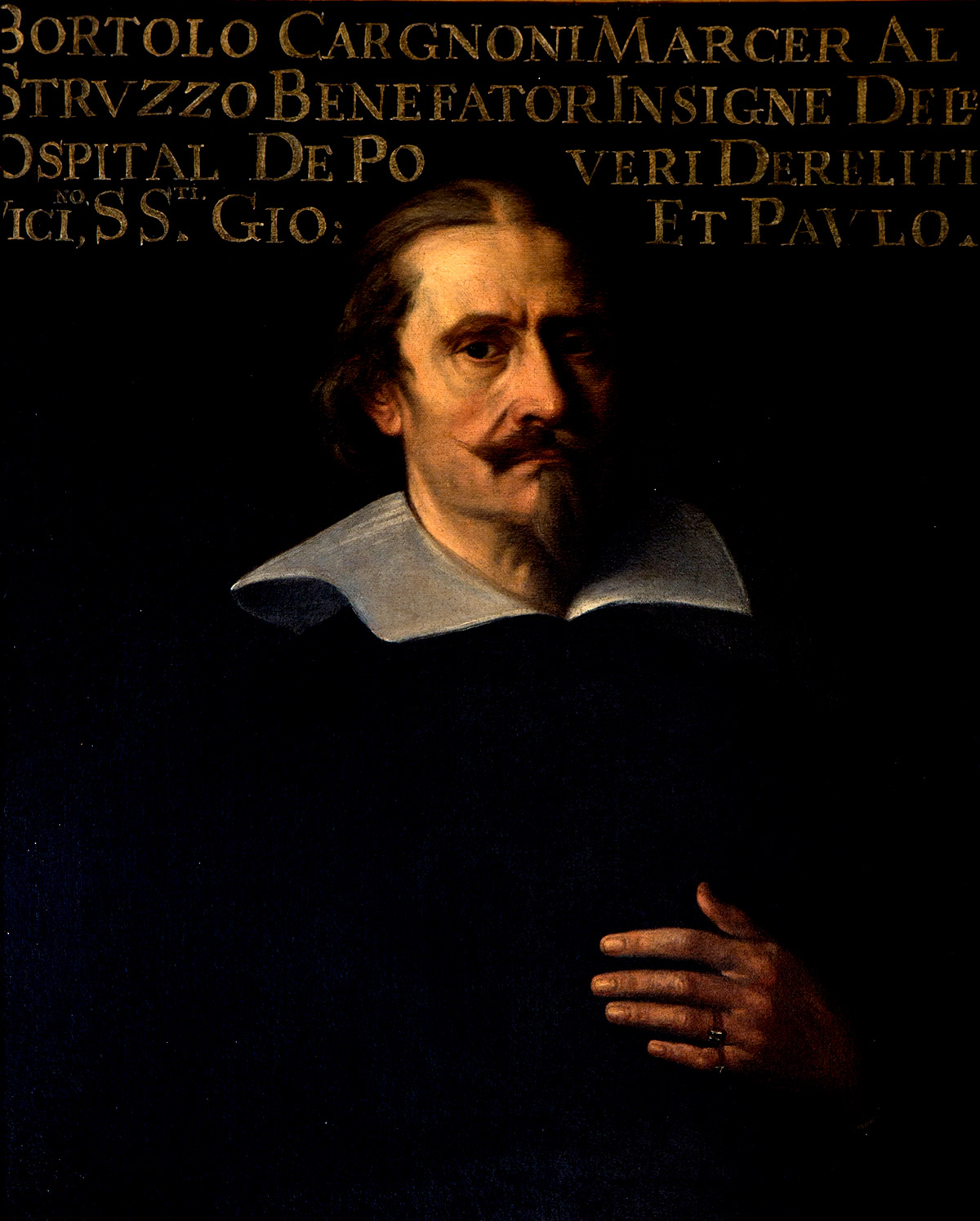
Ritratto di Bartolomeo Cargnoni, marcer al struzzo (1650 circa)

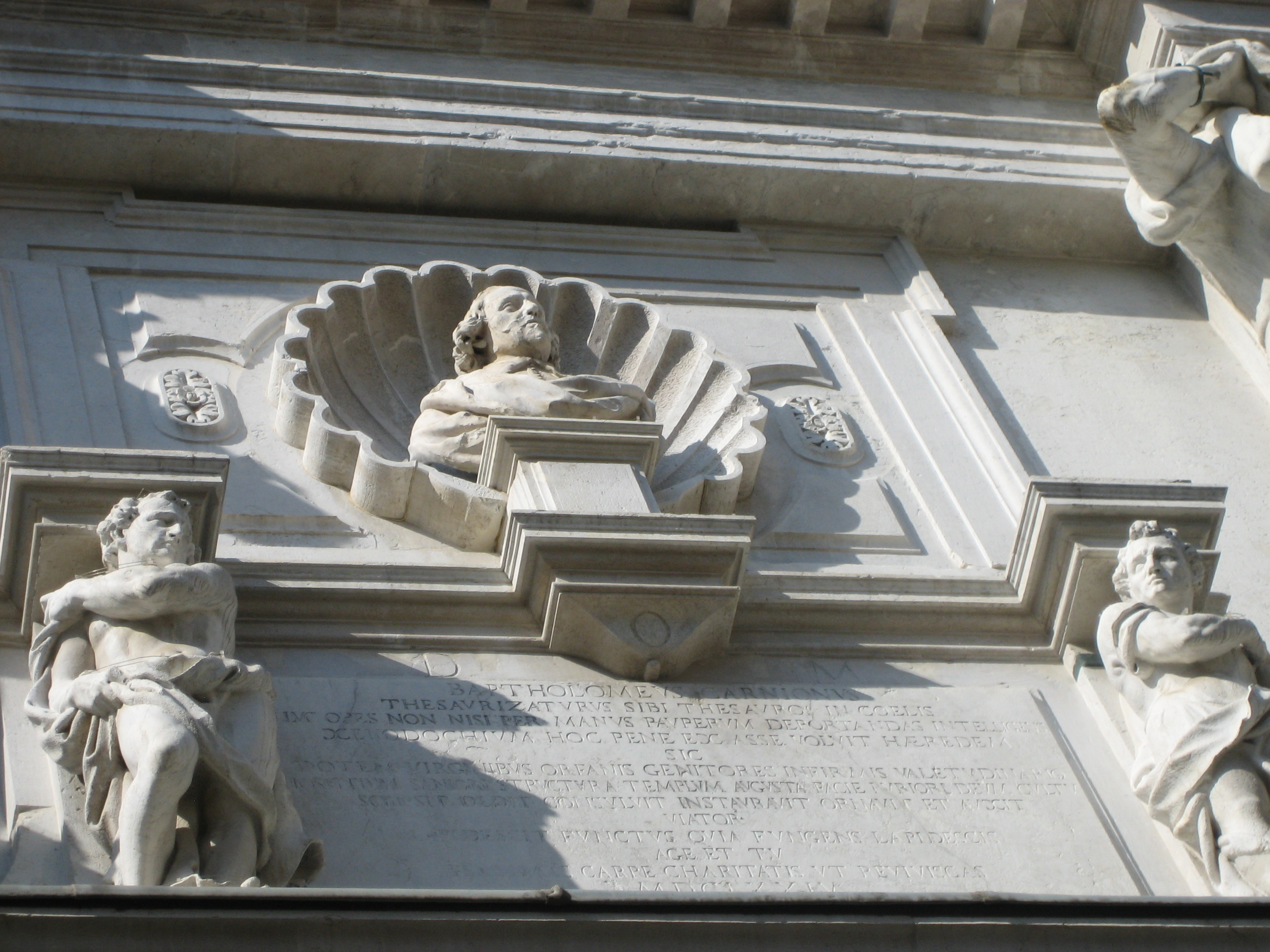
Busto, stemmi e lapide di Bartolomeo Cargnoni sulla facciata della chiesa dell'Ospedaletto

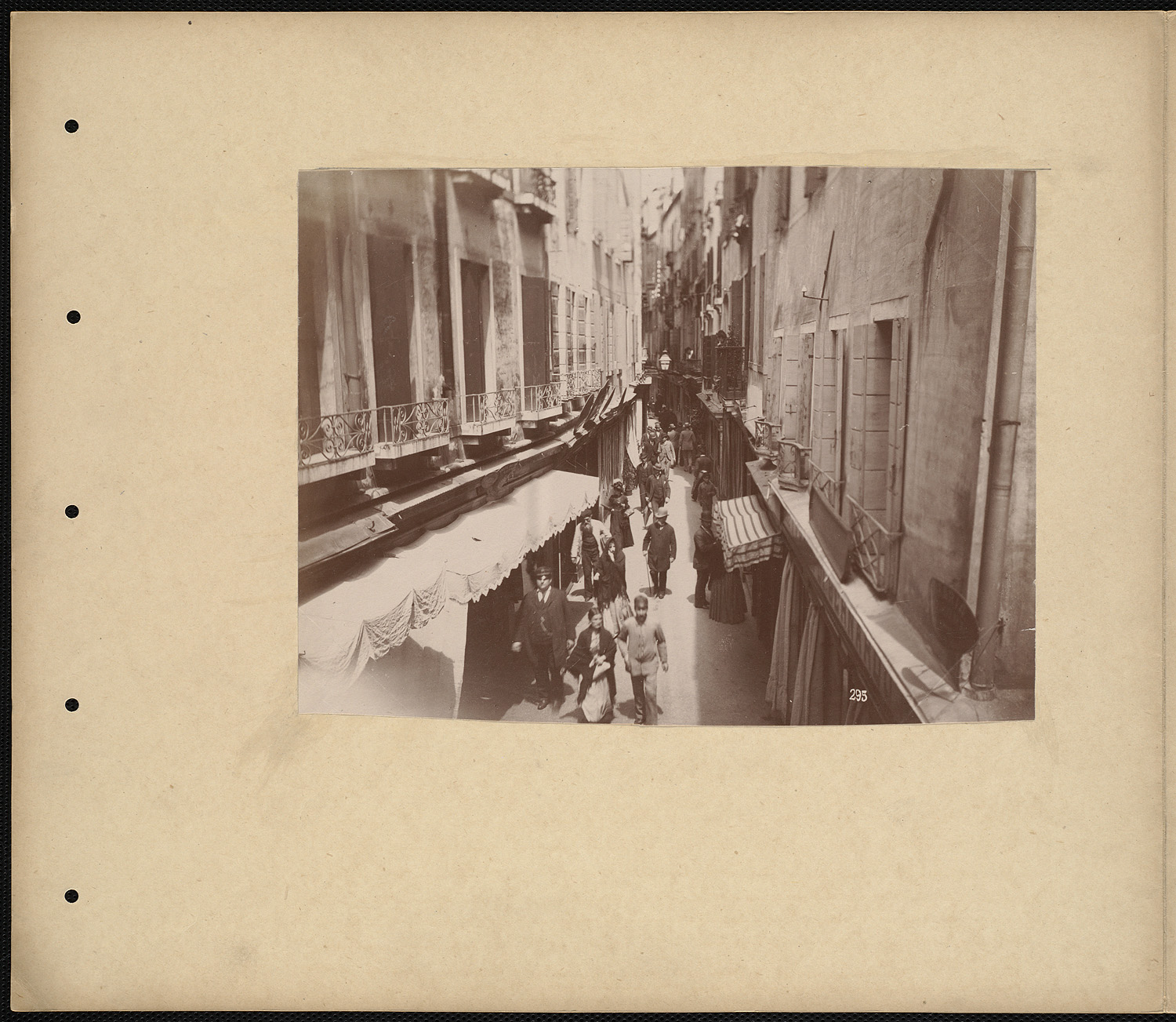
Mercerie verso la fine dell'Ottocento

La storia delle Mercerie, la loro nascita, lo sviluppo e il passaggio fra le diverse fasi di crescita e decadenza, segue di pari passo, almeno fino al XIX secolo, la sorte del gruppo sociale a cui deve il suo nome. Il nome Mercerie, Marzarie in veneziano, deriva dalle numerose botteghe di vendita di merci che nel periodo medioevale ne caratterizzavano (e ne caratterizzano tuttora) il percorso. I merciai, Marzieri o Marzeri in veneziano, erano una delle arti più antiche di Venezia, esistendo documenti sulla sua rappresentanza che risalgono al 942 d.C.
Nel mondo medioevale Venezia fu una delle prime comunità a disporre di una legislazione sulle Arti attraverso vari capitolari emessi fin dal 1261. Nel capitolare emesso il 2 dicembre 1271 i merciai venivano esplicitamente indicati, ma bisogna attendere il 23 marzo 1446 per l'emissione della relativa mariegola contenente regole precise di condotta di questa corporazione.
Ai merciai spettava la vendita dei tessuti di ogni tipo. Nel XIII secolo la parte preponderante del commercio dei tessuti era costituita dalla seta, a cui si aggiunsero poi altri prodotti quali accessori in cuoio, pianete, cappelli in panno e altro fino ad arrivare a una notevole diversità di prodotti venduti. Questa enorme crescita ebbe nel tempo una duplice conseguenze: da un lato a partire dal XVI secolo iniziarono a staccarsi dai marzieri dei gruppi che formarono delle corporazioni specifiche (ad esempio gli specchieri), dall'altro crebbero i contrasti con altre corporazioni che vendevano gli stessi prodotti (ad esempio gli straccivendoli o i venditori di tele).
All'inizio del XVI secolo i merciai gestivano la vendita di una lunga serie di prodotti collegati non più solo al tessile, ma anche all'abbigliamento e all'arredamento. Una parte consistente della produzione delle manifatture tessili della terraferma veniva venduto nelle botteghe di marzieri, drappieri e tellaroli che a partire dal Quattrocento avevano iniziato a occupare l'area urbana fra il Rialto e San Marco con negozi e magazzini. È da notare che nelle botteghe dei merciai non venivano venduti solo prodotti veneziani, ma anche prodotti di importazione la cui vendita era regolata dalle arti specifiche. Infine si deve osservare che le botteghe dislocate lungo le tortuose calli che dal Ponte di Rialto arrivavano fino a piazza San Marco, non erano solo di merciai, sebbene questi fossero numerosi. Piuttosto l'importanza dei merciai stava molto nel fatto che le loro botteghe fossero sicuramente le più appariscenti, colme di merce variopinta esposta anche all'esterno della bottega che dava alle calli una perenne aria di festa e di allegria. Questo fece sì che la passeggiata nelle Mercerie divenne uno degli itinerari più frequentati, non solo dai veneziani, ma anche e soprattutto dalle personalità straniere che si trovavano in visita nella città. In questo modo la sensibilità e la capacità di vendita, da sempre patrimonio dei veneziani, divenne a partire dal Cinquecento e poi nei secoli successivi un elemento fondamentale dell'economia veneziana.
Il governo della repubblica, consapevole dell'importanza economica dei merciai, si dotò di opportuni sistemi per gestire in modo più efficiente i problemi legati alla vendita delle merci. In particolare il Senato veneziano stabilì nel 1633 che per tutte le decisioni e le ammende concernenti la congregazione dei merciai potesse appellarsi ai Provveditori di Comun e non alla Giustizia Vecchia sotto la quale ricadevano quasi tutte le Arti, in tal modo riconoscendo alla corporazione una importanza pari a quella di settori strategici quali la vendita di oro, l'arte vetraria e le arti mediche.
Per quanto anzidetto i merciai divennero una delle più ricche e più ambite corporazioni della Venezia rinascimentale. Questo è confermato da un documento fiscale del 1568 in base al quale il capitale delle botteghe di merciai arrivava a circa 500.000 ducati, una cifra di per sé enorme che per metà era in mano a solo una ventina di persone, con un patrimonio procapite maggiore di 5.000 ducati. Inoltre altri quarantacinque merciai avevano una ricchezza stimata tra i 2.000 e i 4.000 ducati, e una settantina di essi gestiva tra i 900 e i 1800 ducati all'anno. Come elemento di confronto si può osservare che in quel tempo una persona poteva considerarsi benestante se disponeva di una rendita annua di un migliaio di ducati. Da tale documento emerge quindi che un terzo degli iscritti guadagnava una cifra sufficiente a considerarsi più che benestante e un altro terzo guadagnava tra i 150 e i 450 ducati all'anno.
Il mestiere del marzer era dunque piuttosto ambito, e quantunque non tutti fossero ricchi, basta a tal proposito ricordare che rientravano nella corporazione anche i venditori ambulanti, esso spesso consentiva a persone, anche di estrazione povera, di raggiungere un certo benessere e una buona considerazione sociale.
Fra i merciai che più si sono evidenziati meritano una citazione alcuni le cui storie sono arrivate fino ai nostri giorni. Il primo fra questi è Bartolomeo Cargnoni.
Bartolomeo Cargnoni era di umili origini, figlio di un penachier (venditore di piume ) bergamasco trasferitosi a Venezia che aveva una bottega a San Giovanni Grisostomo nei pressi del Fondaco dei Tedeschi, e rimase orfano in giovane età. Ciò nonostante alla sua morte aveva un ingente patrimonio: possedeva tre grandi botteghe in Campo San Bartolomeo in cui venivano vendute acconciature e decorazioni di piume, una fabbrica che produceva tessuti auroserici, e un capitale investito nel debito pubblico della città di circa 100.000 ducati. Tuttavia il motivo per cui il nome di Cragnoni è rimasto nella storia, non è certo per la sua ricchezza, o per il fatto che si fece ritrarre da un pittore fiammingo allora sconosciuto, Daniel van den Dyck, il cui dipinto si trova oggi nel Palazzo Contarini del Bovolo, ma per il suo ruolo di benefattore (Benefator insigne come indicato nella iscrizione del succitato dipinto successiva alla realizzazione). Infatti egli nel 1662, poco prima della sua morte, decise di lasciare tutto il suo patrimonio di circa 104.000 ducati (corrispondenti a circa 15 milioni di euro di oggi) all’Ospedale dei Derelitti, dove dal 1659, aveva servito come amministratore. Tanta generosità fu comunque premiata in quanto sulla facciata della chiesa di Santa Maria dei Derelitti, ampliata e abbellita grazie alla donazione del Cargnoni, sono presenti un suo busto, con ai lati due stemmi a forma di piume di struzzo e una lapide a ricordo della donazione.
Cargnoni non fu comunque il più famoso né il più ricco fra i merciai che avevano fatto fortuna. Un altro esempio è la famiglia Bergonzi (o Bregonzi), merciai di origine bergamasca che commerciavano in seta. Francesco Bergonzi venne aggregato al Patriziato nel 1665, al tempo della guerra di Candia e fa parte di quel nutrito gruppo di merciai che raggiunsero la nobiltà attraverso il pagamento di una sorta di tassa di 100.000 ducati.
La famiglia Tasca che era divisa in due rami di cugini dalle botteghe adiacenti nella zona di San Salvador e San Bartolomeo e uno dei due rami Tasca era entrato nel patriziato nel 1646, non appena era stato possibile ("Case fatte per soldo"). Bartolomeo Bontempelli detto dal Calice, nato intorno al 1538, originario della Val Sabbia nel bresciano, giunto giovanissimo a Venezia con una modesta somma di denaro, divenne in pochi anni ricchissimo. In pochi anni passò dall'essere un commesso nella bottega di Giacomo di Bernardo all'insegna del Calice (da cui poi il suo nome) a possedere due botteghe di merceria in San Salvador. In poco tempo commerciando in panni pregiati, cinabro e mercurio (di cui aveva in appalto una miniera nel territorio di Agordo) e facendo investimenti in titoli del debito pubblico e prestiti ipotecari, raggiunse una notevole posizione economica e sociale. Anche lui fu in generoso benefattore in quanto fece restaurare a sue spese chiese e ospedali fra cui l'ospedale di S. Lazzaro dei Mendicanti (attuale Chiesa di San Lazzaro dei Mendicanti).

## Descrizione

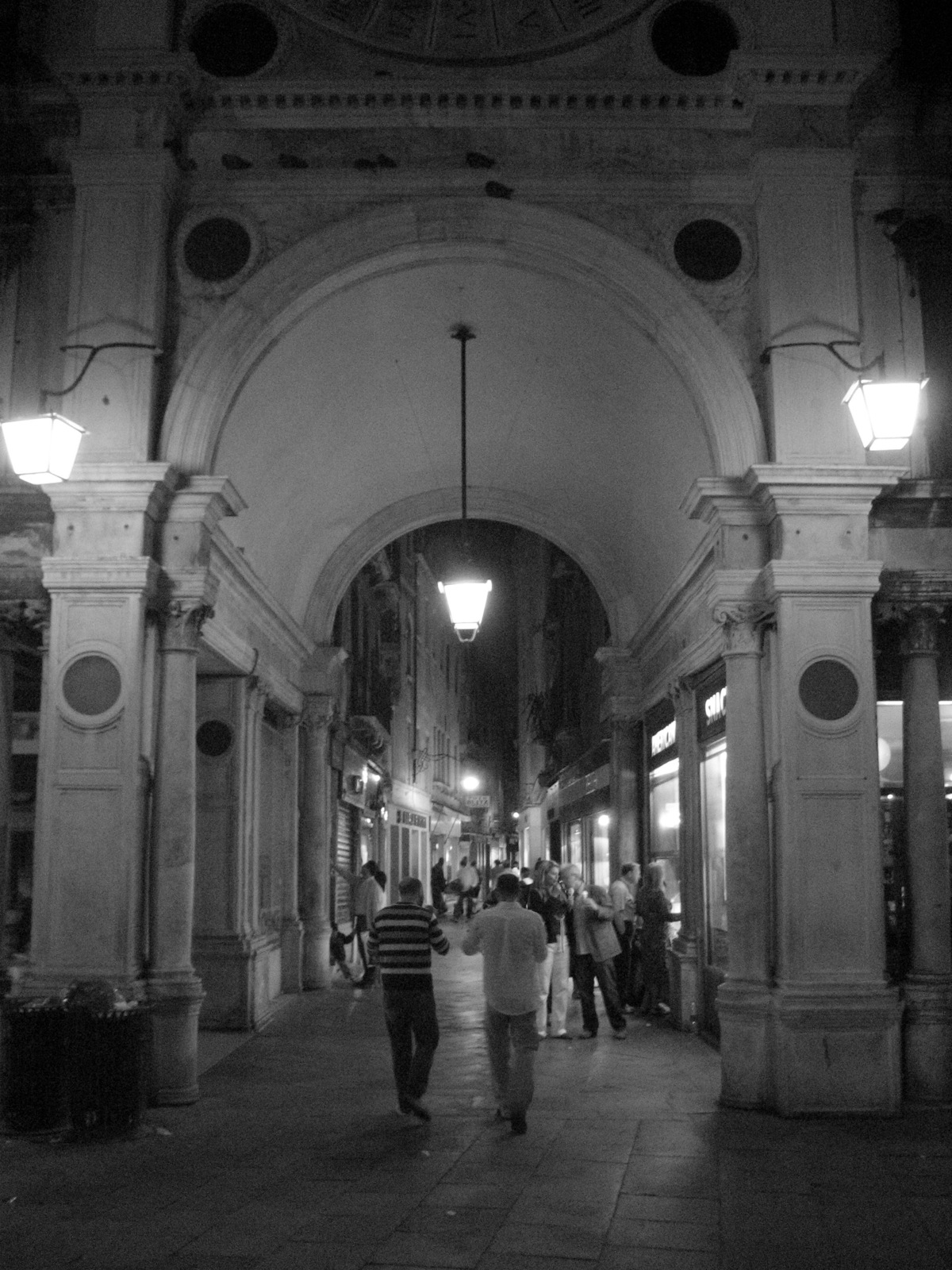
Arco della Torre dell'Orologio. Ingresso alle Mercerie lato San Marco

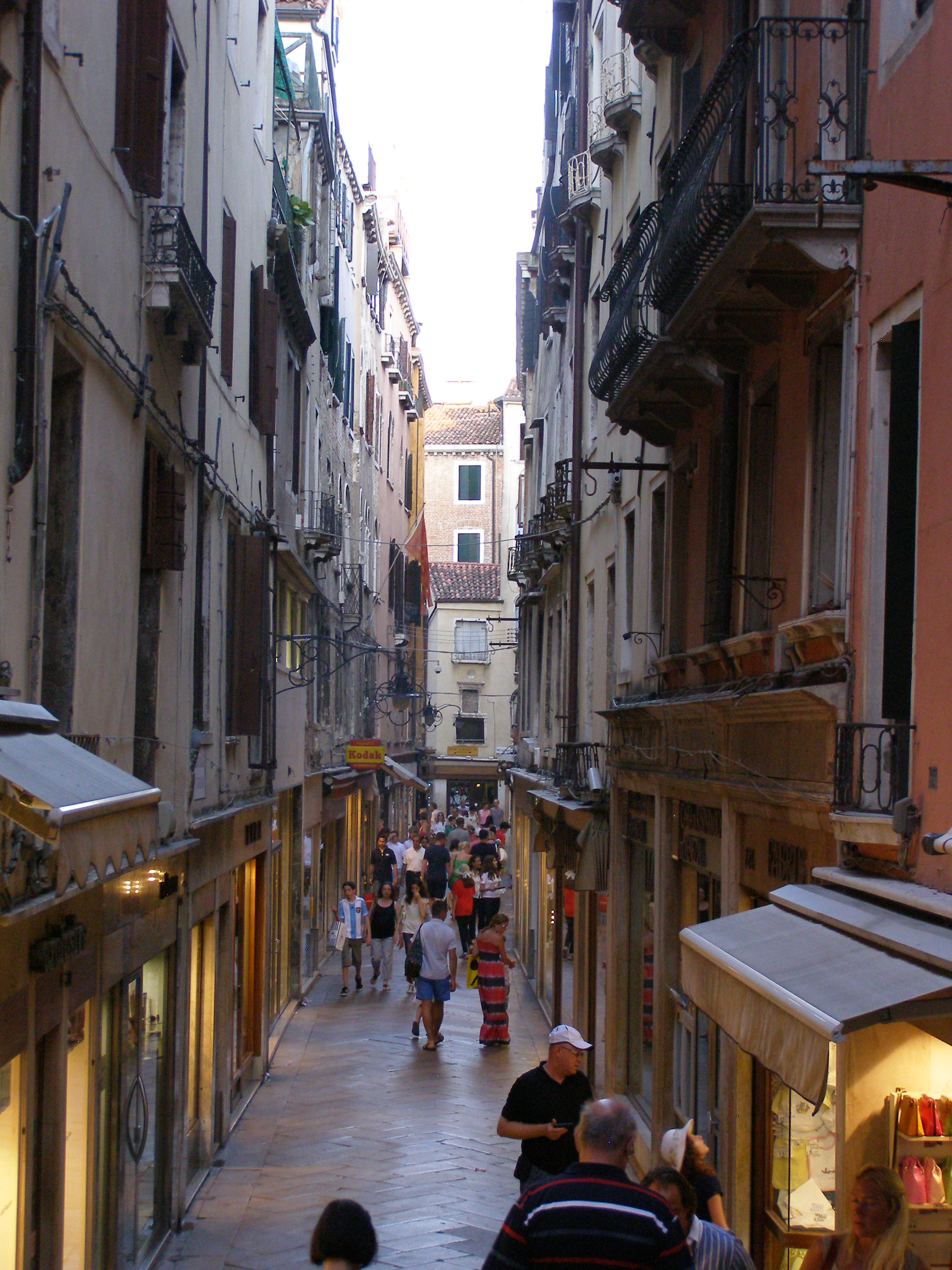
Merceria di San Zulian

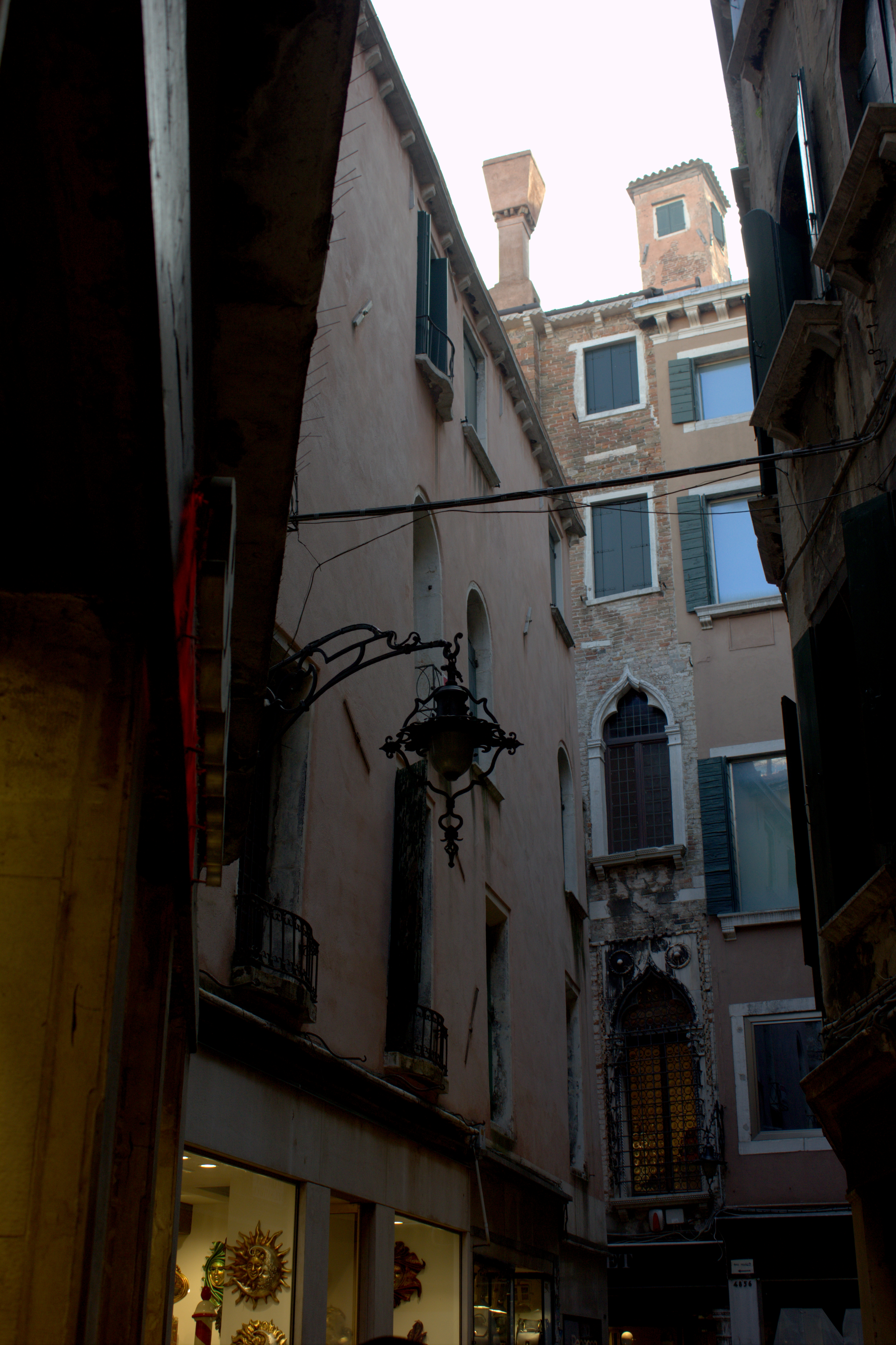
Merceria del Capitello

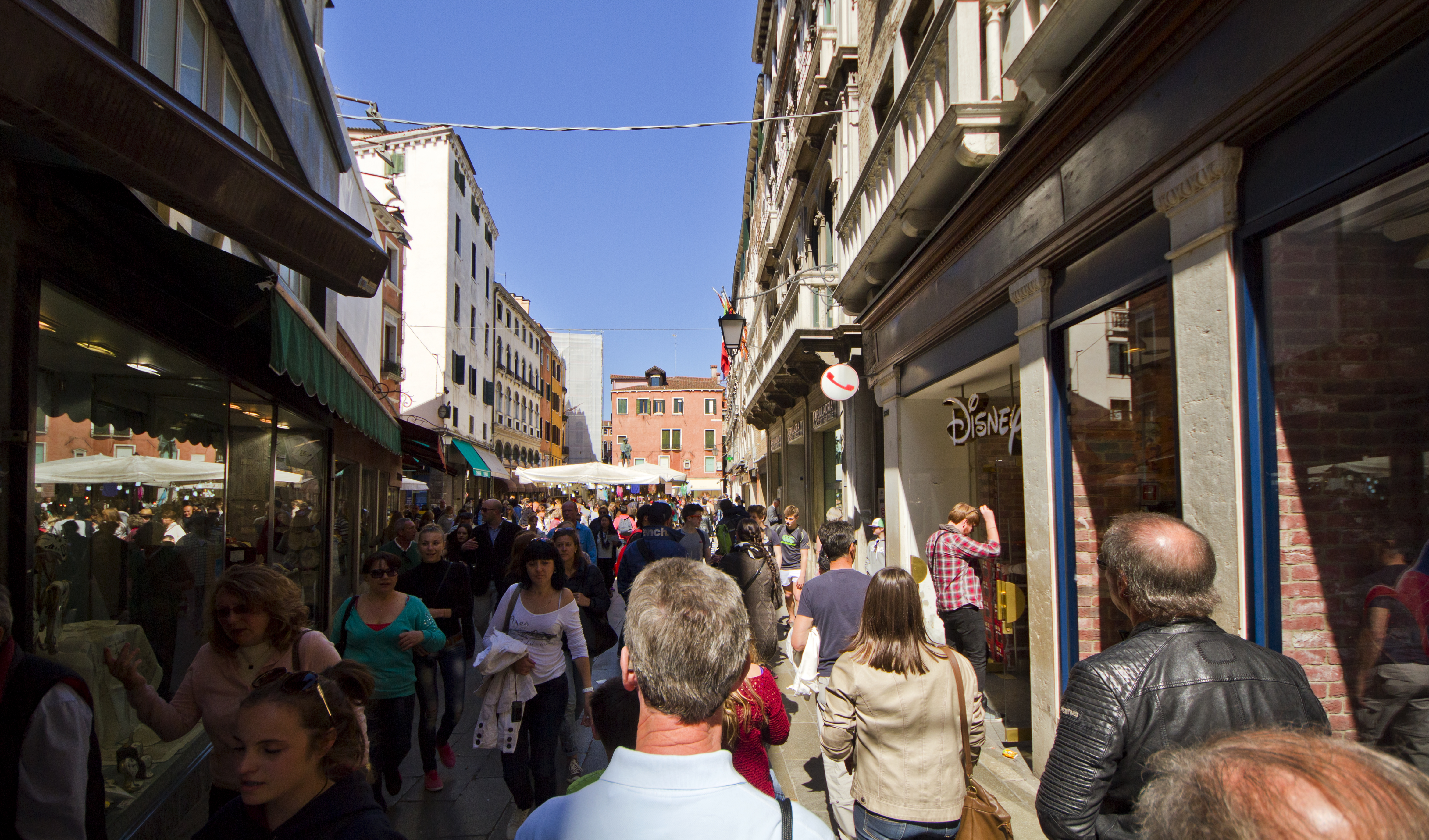
Merceria Due Aprile

Le Mercerie formano un percorso ideale che dal centro politico-religioso di Piazza San Marco conduce al Ponte di Rialto, lungo un tortuoso tragitto di circa 500 metri che passando per calle e campi attraversa tutto il sestiere San Marco. Questa è una delle zone più compatte di Venezia fatta di edifici costruiti per lo più in epoca bizantina, ma completata poi con i palazzi più ricchi nel periodo rinascimentale. Lungo il percorso si incontrano, oltre alle vestigia del passato, negozi e veri e propri outlet delle più prestigiose marche di beni di consumo e di lusso, che ne fanno una sorta di "centro commerciale all'aperto". Seguendo tale percorso, da San Marco verso il Rialto, si incontrano via via:
- Merceria dell'Orologio. Prende il nome dalla torre omonima su Piazza san Marco che con il suo grande arco a tutto sesto ne costituisce il naturale punto di accesso. All'inizio delle Mercerie dell'Orologio, sulla sinistra al numero 149, sopra l'arco che dà accesso al Sotoportego e calle del Cappello Nero, si può osservare una piccola scultura raffigurante una donna che lascia cadere un pestello, chiamata la vecia del morter. L'immagine ricorda un episodio storico accaduto il 15 giugno 1310 durante la Congiura del Tiepolo quando una colonna di rivoltosi passò appunto sotto quel punto diretta verso Piazza San Marco per assaltare il Palazzo Ducale. Una anziana signora, richiamata alla finestra dal rumore della folla, fece cadere dalla finestra, probabilmente involontariamente, un pestello che aveva in mano, che cadde sulla testa del scivolò di mano il pestello in pietra con cui stava lavorando. L'attrezzo colpì alla testa il portabandiera dei ribelli, uccidendolo sul colpo e provocando quindi la fine della sommossa. La Signoria della Repubblica decretò quindi per la donna l'esenzione perpetua dal pagamento dell'affitto, in segno di ringraziamento per lo scampato pericolo e fece porre la scultura in ricordo. A terra una pietra bianca indicante le data in numeri romani XV.VI.MCCCX fu posta dove cadde il pestello.[48] Proseguendo lungo la Merceria in direzione nord si aprono altre calli: Calle Larga San Marco (dx) che arriva fino al Ponte dei Consorzi sul Rio di Palazzo; Calle dei Baloni (sx) che porta al Rio del Cappello; Calle Fiubera (sx) in fondo alla Merceria, che porta al ponte sul Rio dei Ferai; Ramo San Zulian (dx) in fondo alla Merceria, tratto brevissimo che porta in Campo San Zulian.

- Campo San Zulian. Prende il nome dalla chiesa di San Giuliano che si affaccia sul campo. La chiesa fu eretta nel IX secolo, ma l'attuale facciata risale al 1553-55 ad opera del Sansovino. Sulla facciata della chiesa si trova una statua dello studioso Tommaso Rangone. Sulla facciata del palazzo adiacente alla chiesa, sul lato delle Mercerie, figura un altorilievo datato 1496, indicante San Giorgio che uccide il drago.[49]

- Merceria di San Zulian. Collega Campo San Zulian con il Ponte dei Bareteri. Non ha calle laterali, solo una ininterrotta fila di vetrine di negozi per lo più di abbigliamento e calzature, con qualche negozio di artigiani veneziani del vetro.

- Ponte dei Bareteri. Attraversa il rio omonimo collegando i due rami delle Mercerie di San Zulian e del Capitello. Deve il suo nome ai bareteri, barretteri che in veneziano significa costruttori di berretti, ad indicare che anticamente nella zona erano numerosi.[50] Da notare che il ponte è piuttosto largo e posto in diagonale rispetto al corso del rio che attraversa. Ciò è dovuto al fatto che il ponte fa da raccordo per cinque percorsi pedonali non in asse fra di loro. Infatti, altre alle già citare Mercerie, vi confluiscono il Sottoportico delle Acque, e il Sottoportico Tramontin (lato Capitello), ed il Sotoportego Lucatello (lato San Zulian).[51]

- Merceria del Capitello. Prende il nome da un piccolo tabernacolo (chiamato capitello in veneziano)[52] raffigurante la Madonna col Bambino, realizzato intorno al 1630 da Matteo Ingoli, posto in fondo alla via sulla parete esterna dell'abside della chiesa di San Salvador. A metà circa della Merceria si apre sulla sinistra la Calle delle Ballotte che giunge fino al ponte omonimo sul Rio di San Salvador. Sul lato opposto della Calle delle Ballotte si sviluppa il Ramo Calle de Mezzo che arriva fino alla Calle delle Acque. Giunti in fondo alla Merceria si gira a destra percorrendo un breve tratto denominato Ramo San Salvador e si giunge alla Marzaria San Salvador.[53]

- Merceria San Salvador. Collega la Merceria del Capitello con Campo San Salvador. Si sviluppa quasi interamente lungo il lato nord della chiesa omonima. All'inizio della calle si può vedere il palazzo Giustinian Faccanon, edificio in stile gotico che fu sede del Gazzettino di Venezia fino al 1977.[54]

- Campo San Salvador. Deve il suo nome alla chiesa di San Salvador, una delle più antiche della città, costruita e ricostruita più volte. La facciata attuale è di gusto tardo rinascimentale, fu finita nel 1663 da Giuseppe Sardi a completamento del progetto del padre Antonio.[55] Sul campo si affaccia anche la facciata della Scuola Grande della confraternita di San Teodoro anch'essa realizzata nel 1655 dai Sardi. Nel campo è presente una colonna commemorativa dei moti avvenuti a Venezia nel 1848-1849 durante la Prima guerra di indipendenza.[56]

- Merceria Due Aprile. Collega campo San Salvador con Campo San Bortolomio. Anticamente questa strada si chiamava Marzaria San Bartolomeo e per la sua ristrettezza era detta Marzarieta che in veneziano è il diminutivo di Marzaria.[33] Nel 1884 vennero fatti dei lavori di allargamento nella parte nord della strada che fu rinominata Marzarieta 2 Aprile.[57] Il nome Due Aprile ricorda il 2 aprile 1849 quando l'assemblea della Repubblica di San Marco decise la resistenza contro gli Austriaci che stavano per assediare la città.[52][58] Dalla Merceria si dipartono procedendo verso San Bortolomio: Calle dei Bombaseri (a sinistra) che poi si dirama verso sud fino a Calle Larga Mazzini e verso nord fino alla Salizzada Pio X; Calle dei Stagneri (a destra) all'ingresso in campo San Bortolomio, che arriva fino al Ponte della Fava, sul rio omonimo.

- Campo San Bortolomio. Situato davanti al Ponte di Rialto il campo è da sempre uno dei punti di snodo e di aggregazione della città. La sua forma è dimensione è molto variata nei secoli. In epoca bizantina aveva una forma squadrata e vi si svolgeva il mercato che arrivava fino al Canal Grande. Nel IX secolo, come avvenne in altri punti della città,  si iniziò a formare il tipico tessuto costituito da corti affiancate, alternate a calli e disposte in linee parallele fra il campo ed il retrostante rio della Fava. Successivamente, lo spostamento del mercato, e la ricostruzione in pietra del ponte di Rialto, avvenute nel XV secolo, portarono a un riassetto dell'area, Infine le demolizioni di edifici avvenute nel 1838 e successivamente nel 1884 che interessarono anche la Merceria San Bortolomio, determinarono l'assetto attuale della piazza. Sulla piazza si affacciano una serie di costruzioni appartenenti a epoche diverse. Fra queste la più importante è il Palazzo Moro costruito nel XIV secolo. A fianco si trova il cosiddetto palazzo Barbaro, che in realtà era una fabbrica e rivendita di abiti di proprieta di Pietro Barbaro, costruita dall'architetto Enrico Pellanda nel 1896 in stile lombardesco. Al centro della piazza si trova il monumento a Carlo Goldoni realizzato in bronzo nel 1883 da Antonio Dal Zotto. Dal campo si diparte la Salizada Pio X che conduce al Ponte di Rialto. Sulla sinistra della salizada si trova la porta laterale di accesso alla chiesa di San Bortolomio.[59]